# Atert Bissen
Der FC Atert Bissen ist ein luxemburgischer Fußballverein aus Bissen.
Der Verein trägt seine Heimspiele auf dem 1500 Zuschauer fassenden, 2019 eröffneten Terrain ZAC Klengbousbierg aus.

## Geschichte
Der Verein wurde 1917 unter dem Namen FC Jeunesse Bissen gegründet und 1923 zunächst aufgelöst. 1929 folgte die Neugründung als Red Star Bissen, die wiederum 1934 aufgelöst wurde. Im Jahre 1942 wurde der FC 42 Bissen gegründet und erhielt am 2. Juni 1946 seinen heutigen Vereinsnamen.
Der Verein spielte zunächst nie höher als drittklassig, bis 2007 erstmals der Aufstieg in die Ehrenpromotion gelang. Nach zwei Spielzeiten folgte der Wiederabstieg in die 1. Division. 2012 wurde der Wiederaufstieg durch eine 0:1-Niederlage im Barragespiel gegen CS Oberkorn, den 12. der Ehrenpromotion, verpasst. Zur Saison 2016/17 gelang zum zweiten Mal der Aufstieg in die Ehrenpromotion, der aber mit Platz 13 und dem direkten Abstieg in die 1. Division endete. Nur ein Jahr später folgte Aufstieg Nummer drei.
Nach einem passablen Start in die Saison 2018/19 gelang dem Team nach dem 11. Spieltag bis zum Saisonende nur noch ein Sieg, so dass Bissen ein Relegationsspiel um den Klassenverbleib bestreiten musste. Durch eine 1:3-Niederlage nach Verlängerung gegen die Yellow Boys Weiler-la-Tour, den Zweiten der 1. Division, 2. Bezirk, musste Atert Bissen die zweithöchste Spielklasse nach nur einer Saison wieder verlassen. In der Saison 2019/20 schaffte Bissen den Wiederaufstieg in die Ehrenpromotion. Am Ende der Spielzeit 2021/22 musste der Klub als Dreizehnter der Tabelle erneut in die Relegation. Dort setzte sich Bissen mit 4:0 gegen Jeunesse Useldingen durch.
Im Folgejahr stieg der Verein als Tabellen-15. in die 1. Division ab, konnte in der Saison 2023/24 aber als ungeschlagener Tabellenführer den sofortigen Wiederaufstieg erlangen. Am Ende der Saison 2024/25 belegte der Klub den dritten Platz und qualifizierte sich für das Barragespiel um den Aufstieg in die BGL Ligue gegen den 14. der BGL Ligue 2024/25 Sporting Bettemburg. Durch ein 1:0 stieg Atert Bissen erstmals in der Vereinsgeschichte in die höchste luxemburgische Spielklasse auf.

## Pokalwettbewerbe
Im Coupe de Luxemburg erreichte man 2012/13 als Drittligist das Viertelfinale, wo man dem FC Differdingen 03 mit 0:2 unterlag.

## Damenmannschaft
Die Damenmannschaft des Vereins konnte 1973 und 1974 den nationalen Meistertitel feiern. In der Saison 2017/18 spielte das Team bis zur Winterpause als Entente Lintgen-Bissen in der ersten Liga und zog dann die Mannschaft vom Spielbetrieb zurück.

## Bekannte Spieler
- Daniel da Mota (* 1985), 100-facher Nationalspieler Luxemburgs
- Carlos Fangueiro (* 1976), ehemaliger portugiesischer Profifußballer und Jugendnationalspieler, mittlerweile Profitrainer
- David Turpel (* 1992), 52-facher Nationalspieler Luxemburgs